# Mutantes
Mutantes är brasilianska Os Mutantes andra studioalbum. Albumet släpptes 1969 och en återutgivning släpptes år 1999. Svensken Johan Kugelberg producerade återutgivningen.
Albumet följer i samma spår som den självbetitlade debuten genom att behålla humorn i musiken och att låtarna innehåller flera olika genrer.

## Låtlista
| Nr  | Titel                             | Längd |
| --- | --------------------------------- | ----- |
| 1.  | Dom Quixote                       | 3:54  |
| 2.  | Não Vá Se Perder Por Aí           | 3:16  |
| 3.  | Dia 36                            | 4:01  |
| 4.  | Dois Mil e Um                     | 3:57  |
| 5.  | Algo Mais                         | 2:38  |
| 6.  | Fuga № II                         | 3:42  |
| 7.  | Banho de Lua (Tintarella di Luna) | 3:41  |
| 8.  | Rita Lee                          | 3:10  |
| 9.  | Mágica                            | 4:38  |
| 10. | Qualquer Bobagem                  | 4:37  |
| 11. | Caminhante Noturno                | 5:11  |